# Triaenodes phalacris
Triaenodes phalacris är en nattsländeart som beskrevs av Ross 1938. Triaenodes phalacris ingår i släktet Triaenodes och familjen långhornssländor. IUCN kategoriserar arten globalt som utdöd. Inga underarter finns listade i Catalogue of Life.